# Sóma (nápoj)
| Zapějte, mužové, píseň: sómová šťáva už teče určena k obětem bohů. K medové sladkosti tvé kněží přidali mléko - božskou šťávu toužící po tobě, bože Vytékej pro nás, ó králi, ke blahu krav a lidu, ke blahu koní a rostlin. Zapějte píseň Sómovi, hnědému rudému vládci, který až k nebi se tyčí. |
| Část rgvédského hymnu 9.11 – Písně při lisování sómu |

Sóma je posvátný rostlinný opojný nápoj, který byl užíván ve védském náboženství. Nápoj byl deifikován a personifikován jako bůh Sóma, původně postrádajícího osobní rysy, později vládnoucí Měsíci, vodám a rostlinám. Tentýž omamný prostředek byl užíván již v době indoíránské jednoty, jeho rekonstruované jméno zní *sauma, a z íránského prostředí je znám jako haoma.
Toto božstvo-nápoj-rostlina má svůj původ na nebesích či ve vysokých horách, v horách se mu také obzvláště daří a v období dešťů překypuje šťávou. Podle rgvédských hymnů 4.26 a 4.27 jej pro bohy i smrtelníky získal Indra letící na orlu či sokolu, kterého o jedno ocasní pírko připravil strážce sómu – démonický lučištník Kršánu. Také íránský haoma byl, v avestských jasnách 10. 10 až 10.12 , roznesen ptáky z nebeské hory Haraiti na ostatní hory. Tato podání se podobají mýtu o sumerském králi Etanovi, který se na orlu vypravil do nebes získat rostlinu zajišťující plodnost.
Sóma byl důležitou součástí védského obětního rituálu a jeho lisování se údajně provádělo třikrát denně. Při přípravě úlitby byla rostlina rozdrcena v hmoždíři, její šťáva pomocí kamenů vytlačena na volskou kůži a přecezena přes vlněné síto čímž nastal vrcholný okamžik rituálu a božstvo se zjevilo. Získaná hnědožlutá či narudlá tekutina se mísila s vodou, mlékem, medem či přepuštěným máslem a následně obřadně požívána a obětována bohům jako úlitba. Oběť byla směřována všem bohům, ale především pak Indrovi, jež měl polední sóm vyhrazen pouze pro sebe.
Sómu byly přisuzovány léčivé a hojivé účinky, prodloužení života, ale také ochrana před neštěstím a zlými silami. Dále zbavuje člověka hříchu, očišťuje je od lží a mírní boží hněv. Především jsou mu však přikládány euforické účinky – chudák se pod jeho vlivem cítí boháčem, povzbuzuje výmluvnost a bojovníkům zajišťuje příval síly. Posilněn sómem též porazil Indra démona Vrtru.
Poté, co začal být chápán jako měsíční bůh, byl Měsíc chápán jako nebeská číše vytvořená božským řemeslníkem Tvaštrem, z které bohové a předci pijí sómu a z které sice ubývá, ale poté se znovu doplňuje.

## Identifikace

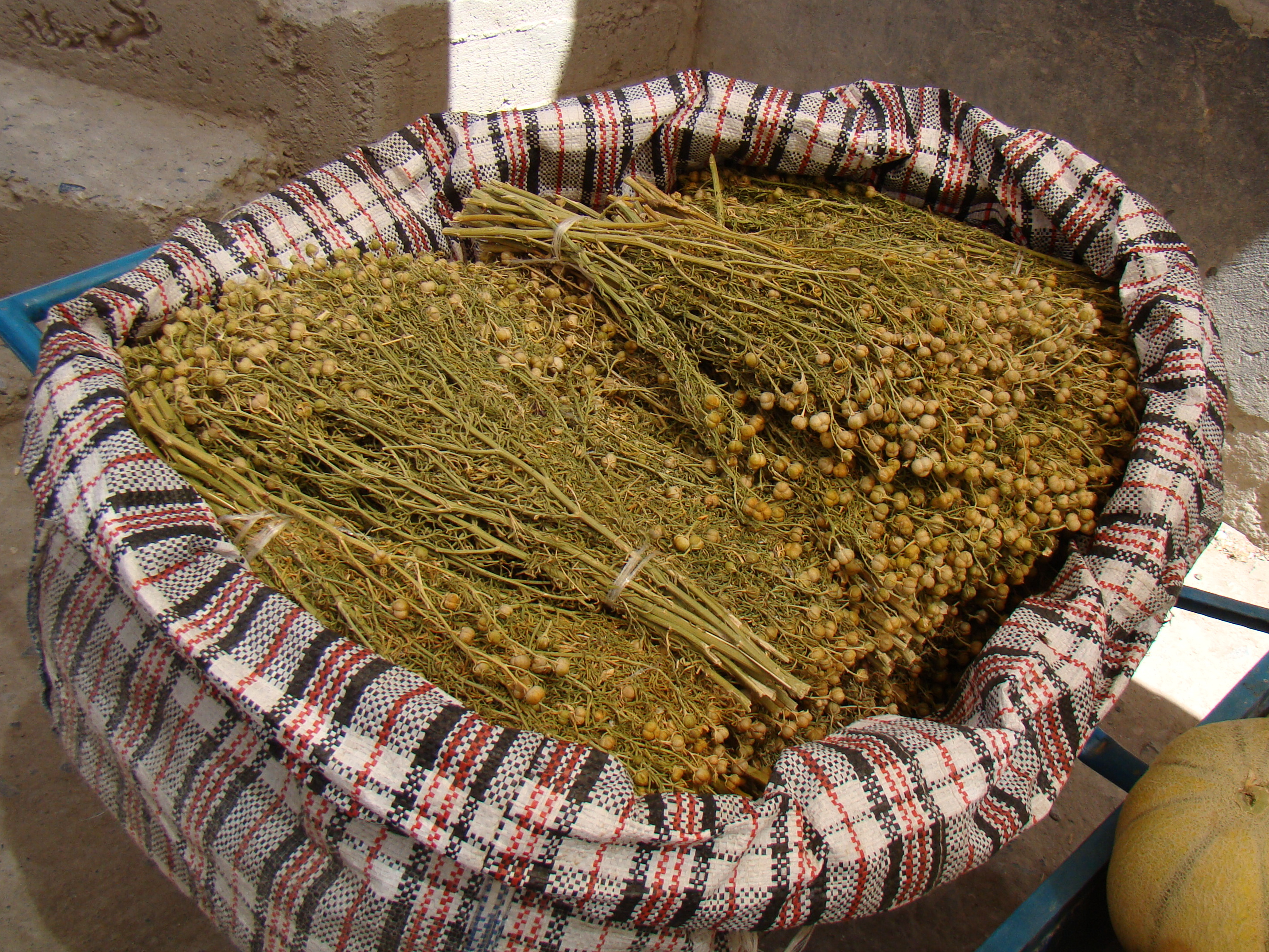
Harmala stepní na trhu v kazašském městě Kentau.

Identifikace rostliny ze které se sóma získával je dodnes předmětem sporů. Navrhováno byl například pivo či obecně alkohol, konopí ve formě bhangu, reveň dlanitá, lotos ořechonosný, námels či dokonce med.
Mezi laickou veřejností je populární především hypotéza amatérského etnobotanika Roberta Gordona Wassona publikována v roce 1967, která sómu ztotožňuje s muchomůrkou červenou, jejíž účinnou látkou je halucinogenní muscimol. Užívání sómu chápal jako pozůstatek starobylého houbového kultu, praktikovaného sibiřskými šamany, který měli znát i Indoárjové. Muskarin obsažený v muchomůrce se vylučuje močí téměř nemetabolizován. Wasson v tomto vidí analogii s pasážemi ve Rgvédu, kdy Indra či muži močí sómu. Hledání náhražek sómu, objevující se v bráhmanách, vysvětluje jako důsledek toho, že v Indii tato houba zpravidla neroste.

Ačkoliv byla tato hypotéza přijata některými významnými antropology, jako Westonem La Barre nebo Claude Lévi-Straussem, mnohými indology a archeology byla odmítnuta. Mnoho Wassonových závěrů vychází ze selektivního výběru faktů nebo spekulativní interpretace překladů. Také nejsou brána v potaz fakta známá o íránském haomu a to že sóma je popisován spíše jako stimulant, než jako halucinogen. Nicméně pokud je muchomůrka červená správně zpracována teplotou, například jako odvar, působí také spíše jako stimulant, halucinace se zřejmě dostaví až v extrémní dávce která hraničí se smrtelnou otravou. Nezpracovaná mochomůrka červená obsahuje velké množství kyseliny iboténové, která je toxická a způsobuje v kombinaci s muscimulem otravy popsané amatérskými houbaři, kteří při vyšší dávce často uvádějí i halucinace. Tento stav se velmi liší od otravy způsobené téměř výhradně muscimolem, tak jak to používají sibiřské národy. Kyselina iboténová se důkladnou tepelnou úpravou přeměňuje na muscimol, který je vylučován nemetabolizován. Tímto zároveň nedochází k přetěžování jater jako při současném užití kyseliny iboténové a muscimolu.[zdroj?]
Jinými badateli je tak sóma, především s ohledem na haomu, identifikován jako chvojník, především chvojník čínský, a harmala stepní. Účinnou látkou ve chvojníku čínském je stimulant efedrin, jež je dodnes užíván zarathuštristy a je doložen i v archeologických nálezech. David Flattery a lingvista Martin Schwarz ve své knize Haoma and Harmaline z roku 1989 však označili za primární složku sómu harmalu stepní, zatímco chvojník za sekundární složku a náhražku. V této rostlině je obsažen harmalin, který má jak stimulační, tak halucinogenní účinky. Je zajímavé, že právě harmalin je rovněž účinnou látkou jihoamerické liány Banisteriopsis caapi, kterou původní obyvatelé používají k přípravě psychoaktivního nápoje ayahuascy.